# 奥日光

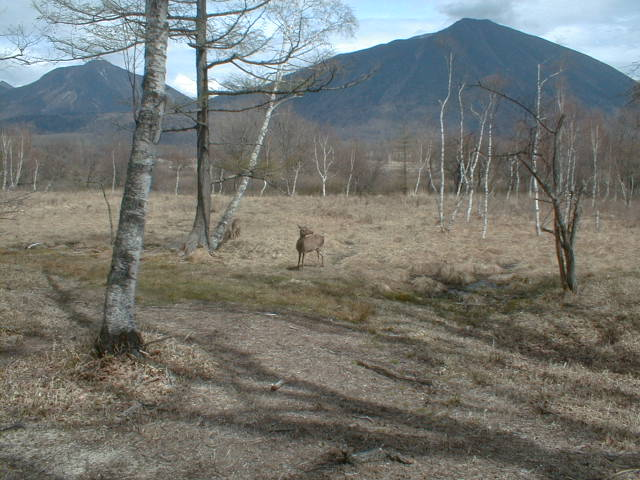
戦場ヶ原に佇むホンシュウジカ

奥日光（おくにっこう）は、栃木県日光市の日光連山から金精峠付近にかけての秘境を指す俗称である。一般的には竜頭滝より上の日光連山の西麓から金精峠の東麓にかけた地域を指し、狭義にはこの地域の国有林地のうち「奥日光」の住所地を指す。また中禅寺湖畔を含める場合や、日光市に接する群馬県利根郡片品村の金精峠西麓を含めることもある。

## 概要
奥日光は、日光市街地の標高約600mに比してそれより600m以上高い地域で、夏でも冷涼で日光市街が梅雨空でも奥日光は晴れていることがあるなど、秘境として知られる。夏はオオジシギ、ノビタキなどの繁殖地で、冬にはマガモ、ヒドリガモ、キンクロハジロ、ミコアイサなどの渡り鳥が訪れる。紅葉の名所でもあり、人口は中宮祠と湯元を併せても900人程度で、定住者は少ない。奈良時代に勝道上人が日光山を開いて以降、奥日光は日光山の社寺地であったが、明治以降、観光地として徐々に発展していった。現在の奥日光は日光市街地に比較し歓楽的色合いはほとんど無く、静寂な避暑地または温泉保養地となっている。
奥日光の温泉の源泉は日光湯元温泉にあり光徳温泉、中禅寺温泉など奥日光の温泉はこの源泉からの引き湯である。
なお、戦場ヶ原・赤沼〜小田代原〜千手ヶ浜間は、一般車輌の通行は制限されており、栃木県立日光自然博物館により低公害のハイブリッドバスが運行されている。

## 歴史
奥日光の歴史は、日光連山が奈良時代後期あるいはそれ以前の古代から山岳信仰の対象となった頃に遡り、伝承によれば下野薬師寺の僧で鑑真和上の弟子如意僧都によって戒を受けて高僧となった勝道上人が修験道の霊場として日光に篭って日光山を開き、さらに奥地の秘境へと分け入って日光湯元温泉を発見して薬師瑠璃光如来を祀った（温泉寺）のが奥日光の起源とされている。
なお、「日光」は「二荒（男体）山」が由緒となる。すなわち、奈良時代後期に勝道上人によって開山され「二荒（ポタラク）山」として信仰を集め、平安時代に入り空海によって「二荒＝にこう＝日光」と改められて「日光」となった。伝説においても日光神橋は山菅蛇橋が由緒、また日光戦場ヶ原は日光神（大蛇）と赤城神（むかで）が雌雄を決して戦ったことに由来する。
令制国時代、奥日光は日光山の寺社地であった。
明治時代に入ると、夏季の奥日光の冷涼さが評価され、湘南地区と同じく外国人の保養地として中禅寺湖畔にはトーマス・グラバーの別荘など外国人別荘が建てられ、日本の夏季の一大社交場となって隆盛した。
戦時中には皇太子明仁親王が同級生とともに疎開してきている。
戦後、高規格の舗装道路が整備されると、類稀な景勝地には国内観光客が訪れるようになり、外国人別荘はホテルや公園として再生され、また観光牧場、温泉旅館などの観光施設、夏季の高層湿原を廻る遊歩道などが整備され、湯元には日光山輪王寺によって温泉寺の堂宇が建立された。
1951年（昭和26年）、勝道上人が発見したとされる日光湯元温泉の源泉が、12km下った中禅寺湖畔に立地する中禅寺温泉の各温泉施設に引き込まれ、温泉施設として人気を博することとなった。
1973年（昭和48年）、日光湯元温泉は、現代の自動車社会の到来に伴う温泉ブームに乗って再建された。
1987年（昭和62年）、戦場ヶ原にほど近い光徳温泉の日光アストリアホテルが開業し、「日光湯元温泉」の源泉を引き込んで温泉施設の営業を始めた。
1989年（平成元年）、JTBは雑誌「旅」1989年9月号の誌上において「奥日光」を日本の秘境100選のひとつとして栃木県から群馬県に亘る地域を選定した。
2005年（平成17年）11月8日、日本政府はウガンダのカンパラで開催されたラムサール条約締約国会議を機に「奥日光の湿原」（湯ノ湖35.71ha、湯川5.3ha、戦場ヶ原174.68ha、小田代原44.72haの計260.41ha）をラムサール条約における野生の水鳥の生息地として特に国際的に重要な保護湿地として登録した。

## 気候
奥日光の気候は、冬季に少雨で夏季に多雨となる典型的な太平洋側気候であり、ケッペンの気候区分では亜寒帯湿潤気候（Dfb）に該当する。奥日光は高地であるため夏は冷涼で湿潤。冬は積雪は少ないものの、一度降った雪は気温が低いので溶けずに残る。冬は乾燥した毎日が続き、晴れた朝には最低気温が氷点下10度程度まで下がるなど冷え込みは激しく日較差も大きく非常に寒冷である。このような気候の特色の点で北海道東部の太平洋側に近い気候と言える。一方で、日光湯元温泉のある湯ノ湖はより日本海側からの雪雲の影響を受けやすくなる日本海側式気候の影響も強い豪雪地帯でスキー場があり、冬季は豪雪により金精峠を通って群馬県へ抜ける道路は閉鎖される。
気象庁奥日光特別地域気象観測所は標高が1000mを超える中禅寺湖畔に設置されており、1月、2月の平均最低気温はそれぞれ－7.9度、－7.8度と低くなっているが、冬季は湖の影響に加えて季節風が強い地域となっているために放射冷却は起きにくく、過去最低気温記録も1984年3月15日に観測された－18.7度に過ぎない。これは日光市土呂部(標高925m)の極値の－19.5度（1984年2月5日、1985年1月19日）よりも高い。一方、戦場ヶ原は平らな地形で熱が逃げやすく、冷気がたまりやすい事から放射冷却が起こるとマイナス20度以下まで冷え込むことも珍しくない。夏季は年間の降水量が集中し、5 - 10月の降水量1,668.8mmは年間降水量2,202.0mmの約4分の3に達し、この夏季の降雨が奥日光の豊かな植生を育んでいる。
| 日光市中宮祠（奥日光 日光特別地域気象観測所、標高1292m）の気候 | 日光市中宮祠（奥日光 日光特別地域気象観測所、標高1292m）の気候 | 日光市中宮祠（奥日光 日光特別地域気象観測所、標高1292m）の気候 | 日光市中宮祠（奥日光 日光特別地域気象観測所、標高1292m）の気候 | 日光市中宮祠（奥日光 日光特別地域気象観測所、標高1292m）の気候 | 日光市中宮祠（奥日光 日光特別地域気象観測所、標高1292m）の気候 | 日光市中宮祠（奥日光 日光特別地域気象観測所、標高1292m）の気候 | 日光市中宮祠（奥日光 日光特別地域気象観測所、標高1292m）の気候 | 日光市中宮祠（奥日光 日光特別地域気象観測所、標高1292m）の気候 | 日光市中宮祠（奥日光 日光特別地域気象観測所、標高1292m）の気候 | 日光市中宮祠（奥日光 日光特別地域気象観測所、標高1292m）の気候 | 日光市中宮祠（奥日光 日光特別地域気象観測所、標高1292m）の気候 | 日光市中宮祠（奥日光 日光特別地域気象観測所、標高1292m）の気候 | 日光市中宮祠（奥日光 日光特別地域気象観測所、標高1292m）の気候 |
| 月                                                             | 1月                                                            | 2月                                                            | 3月                                                            | 4月                                                            | 5月                                                            | 6月                                                            | 7月                                                            | 8月                                                            | 9月                                                            | 10月                                                           | 11月                                                           | 12月                                                           | 年                                                             |
| -------------------------------------------------------------- | -------------------------------------------------------------- | -------------------------------------------------------------- | -------------------------------------------------------------- | -------------------------------------------------------------- | -------------------------------------------------------------- | -------------------------------------------------------------- | -------------------------------------------------------------- | -------------------------------------------------------------- | -------------------------------------------------------------- | -------------------------------------------------------------- | -------------------------------------------------------------- | -------------------------------------------------------------- | -------------------------------------------------------------- |
| 最高気温記録 °C （°F）                                         | 12.7 (54.9)                                                    | 14.0 (57.2)                                                    | 16.7 (62.1)                                                    | 23.2 (73.8)                                                    | 26.4 (79.5)                                                    | 28.9 (84)                                                      | 30.4 (86.7)                                                    | 30.8 (87.4)                                                    | 28.4 (83.1)                                                    | 25.3 (77.5)                                                    | 19.1 (66.4)                                                    | 17.2 (63)                                                      | 30.8 (87.4)                                                    |
| 平均最高気温 °C （°F）                                         | −0.3 (31.5)                                                    | 0.6 (33.1)                                                     | 4.2 (39.6)                                                     | 10.1 (50.2)                                                    | 15.3 (59.5)                                                    | 18.0 (64.4)                                                    | 22.1 (71.8)                                                    | 22.9 (73.2)                                                    | 18.9 (66)                                                      | 13.7 (56.7)                                                    | 8.6 (47.5)                                                     | 2.8 (37)                                                       | 11.4 (52.5)                                                    |
| 日平均気温 °C （°F）                                           | −3.9 (25)                                                      | −3.5 (25.7)                                                    | −0.3 (31.5)                                                    | 5.1 (41.2)                                                     | 10.3 (50.5)                                                    | 14.0 (57.2)                                                    | 18.2 (64.8)                                                    | 18.8 (65.8)                                                    | 15.2 (59.4)                                                    | 9.6 (49.3)                                                     | 4.4 (39.9)                                                     | −1.0 (30.2)                                                    | 7.2 (45)                                                       |
| 平均最低気温 °C （°F）                                         | −7.9 (17.8)                                                    | −7.8 (18)                                                      | −4.6 (23.7)                                                    | 0.2 (32.4)                                                     | 5.5 (41.9)                                                     | 10.4 (50.7)                                                    | 14.9 (58.8)                                                    | 15.6 (60.1)                                                    | 11.9 (53.4)                                                    | 5.7 (42.3)                                                     | 0.2 (32.4)                                                     | −4.9 (23.2)                                                    | 3.3 (37.9)                                                     |
| 最低気温記録 °C （°F）                                         | −16.5 (2.3)                                                    | −16.7 (1.9)                                                    | −18.7 (−1.7)                                                   | −11.0 (12.2)                                                   | −5.4 (22.3)                                                    | −0.4 (31.3)                                                    | 3.7 (38.7)                                                     | 6.0 (42.8)                                                     | −0.2 (31.6)                                                    | −3.9 (25)                                                      | −9.7 (14.5)                                                    | −14.7 (5.5)                                                    | −18.7 (−1.7)                                                   |
| 降水量 mm （inch）                                             | 57.5 (2.264)                                                   | 48.6 (1.913)                                                   | 108.5 (4.272)                                                  | 154.4 (6.079)                                                  | 177.1 (6.972)                                                  | 228.8 (9.008)                                                  | 280.5 (11.043)                                                 | 332.5 (13.091)                                                 | 409.0 (16.102)                                                 | 240.9 (9.484)                                                  | 97.6 (3.843)                                                   | 58.4 (2.299)                                                   | 2,202 (86.693)                                                 |
| 降雪量 cm （inch）                                             | 63 (24.8)                                                      | 56 (22)                                                        | 57 (22.4)                                                      | 13 (5.1)                                                       | 0 (0)                                                          | 0 (0)                                                          | 0 (0)                                                          | 0 (0)                                                          | 0 (0)                                                          | 0 (0)                                                          | 3 (1.2)                                                        | 33 (13)                                                        | 227 (89.4)                                                     |
| 平均降水日数 （≥0.5 mm）                                       | 8.2                                                            | 8.5                                                            | 11.1                                                           | 12.4                                                           | 13.0                                                           | 16.3                                                           | 18.1                                                           | 17.7                                                           | 16.2                                                           | 12.8                                                           | 7.6                                                            | 7.9                                                            | 149.8                                                          |
| 平均降雪日数                                                   | 24.7                                                           | 21.2                                                           | 20.8                                                           | 8.4                                                            | 1.1                                                            | 0.0                                                            | 0.0                                                            | 0.0                                                            | 0.0                                                            | 0.8                                                            | 8.3                                                            | 21.1                                                           | 108.1                                                          |
| % 湿度                                                         | 66                                                             | 65                                                             | 67                                                             | 69                                                             | 75                                                             | 87                                                             | 88                                                             | 89                                                             | 88                                                             | 83                                                             | 73                                                             | 69                                                             | 76                                                             |
| 平均月間日照時間                                               | 164.6                                                          | 167.0                                                          | 189.5                                                          | 187.1                                                          | 174.1                                                          | 107.8                                                          | 109.6                                                          | 128.2                                                          | 105.1                                                          | 122.8                                                          | 152.1                                                          | 153.2                                                          | 1,763.1                                                        |
| 出典：気象庁 (平均値：1991年-2020年、極値：1944年-現在)        |                                                                |                                                                |                                                                |                                                                |                                                                |                                                                |                                                                |                                                                |                                                                |                                                                |                                                                |                                                                |                                                                |

## 景勝地・観光地
- 戦場ヶ原（せんじょうがはら）
- 小田代原（おだしろがはら）
- 男体山（なんたいさん）
- 太郎山（たろうさん）
- 大真名子山（おおまなこさん）
- 日光白根山
- 半月山
- 金精峠（こんせいとうげ）
- 日光湯元温泉

- 湯ノ湖
- 切込湖・刈込湖
- 光徳牧場（こうとくぼくじょう）
- 光徳温泉

奥日光三名瀑
- 華厳滝（けごんのたき）
- 湯滝（ゆたき）
- 竜頭の滝（りゅうずのたき）

## ハイキングコース
- 戦場ヶ原自然研究路コース（湯滝入口〜泉門池〜赤沼〜竜頭ノ滝）[9]
- 小田代原探勝コース（赤沼〜石楠花橋〜小田代原〜泉門池〜光徳入口）[9]
- 湯ノ湖一周コース（湖畔前〜湯滝上〜兎島湿原〜湯元温泉）[9]
- 西ノ湖・千手ヶ浜・竜頭ノ滝探勝コース（西ノ湖入口〜千手ヶ浜〜赤岩〜竜頭ノ滝）[9]
- 切込湖・刈込湖コース（湯元温泉〜切込湖・刈込湖〜涸沼〜光徳沼〜光徳入口）[9]
- 中禅寺湖展望コース（明智平〜茶ノ木平〜半月山〜半月峠〜中禅寺温泉）[9]

## 熊の目撃情報
クマの目撃件数が全国的に増えている中で、奥日光をはじめ栃木県でもツキノワグマの目撃が増えている。
環境省の日光自然環境事務所は、奥日光を「クマの生息地そのもの」としており、日光市でも市内全域がクマの生息地であるとしている。クマに襲われないよう、細心の注意が必要であるとしており、小学6年生の修学旅行で戦場ヶ原などのハイキングコースを利用することも多いが、クマの目撃件数増加を受けて、コースを変更する学校も出てきている。

## 交通

### アクセス
- 自家用車では、日光宇都宮道路清滝インターチェンジより国道120号へいろは坂を登る。
- 公共交通では、JR日光駅、東武日光駅からは、中禅寺温泉、（一部光徳温泉経由）日光湯元温泉行きの路線バスが東武バス日光により運行されている。